# Gryllotalpa devia
Gryllotalpa devia är en insektsart som beskrevs av Henri Saussure 1877. Gryllotalpa devia ingår i släktet Gryllotalpa och familjen mullvadssyrsor. Inga underarter finns listade i Catalogue of Life.